# Delicious.com
delicious.com to serwis internetowy pozwalający na gromadzenie i kategoryzację linków do ulubionych stron WWW. Pojawił się on w roku 2003 i był rozwijany przez Joshuę Schachtera, współtwórcę oprogramowania Memepool. W 2005 r. został przejęty przez Yahoo!.
Od 2008 serwis promował, ze względu na liczne nieporozumienia (np. podszywanie się innych serwisów), jedną domenę delicious.com (wcześniej od założenia znany był pod krótszym, ale też trudniejszym do zapamiętania adresem del.icio.us).

## Informacje o serwisie
Zgodnie z notką na stronie delicious.com/about:

Delicious to system społecznego zarządzania zakładkami. Pozwala na łatwe dodawanie stron, które chciałbyś mieć w swojej osobistej kolekcji linków, kategoryzację tych stron za pomocą słów kluczowych, i współdzielenie jej nie tylko z własną przeglądarką WWW i maszynami, ale także z innymi użytkownikami.

Serwis Delicious stosował niezhierarchizowany system kategoryzacji oparty na słowach kluczowych. Każdy użytkownik mógł oznaczyć każdy z linków wieloma, dowolnie dobranymi słowami kluczowymi (ang. tag) (Zobacz: Folksonomia). Możliwe było też przeglądanie linków wszystkich użytkowników oznaczonych żądanym słowem kluczowym; przykładowo, pod adresem delicious.com/tag/wiki można było obejrzeć wszystkie linki oznaczone słowem kluczowym (tagiem) „wiki”. Serwis umożliwiał także łatwe przeglądanie linków dodanych przez użytkowników o podobnych zainteresowaniach.
Delicious posiadał prosty interfejs w HTML-u, z prostymi adresami URL. Oferował także API oraz kanały RSS 1.0.